# Liste der als Monument historique geschützten Salinen
Die Liste der als Monument historique geschützten Salinen führt Salinen und weitere zur Salzgewinnung gehörige Bauwerke in Frankreich auf, die als Monument historique geschützt sind.

## Liste der Bauwerke
| Bezeichnung | Beschreibung | Gemeinde                | Standort                           | Kennzeichnung | Schutzstatus   | Datum          | Bild           |
| --- | ------------ | ----------------------- | ---------------------------------- | ------------- | -------------- | -------------- | -------------- |
| Graduation de la Saline Kanal, Haus, Hydraulikanlage | Gradierwerk  | Arc-et-Senans           | Rue des Graduations (Lage)         | PA00101775    | Inscrit        | 1991           |                |
| Ehemalige Königliche Saline Pavillons, Fassaden, Dächer |              | Arc-et-Senans           | Grande rue (Lage)                  | PA00101440    | Classé         | 1926 1940      | weitere Bilder |
| Salzraffinerie Zisterne, Giebel, Schornstein, Fassade |              | Ars-en-Ré               | Rue de Mouillebarbe (Lage)         | PA00105304    | Inscrit        | 1989           |                |
| Salinengebäude und chemische Produktionsanlage Gräben, Umfassungsmauer, Arbeiterwohnungen, Salzbrunnen, Industrielager, Wasserturm, Labor, Tor, Kaserne, Conciergerie |              | Dieuze                  | Rue de Raymond-Berr (Lage)         | PA57000009    | Inscrit Classé | 1997 2012 2013 |                |
| Salzbohrungen im Roanne-Tal |              | Lenoncourt Varangéville | Derrière le Moulin Le Poncé (Lage) | PA00106059    | Inscrit        | 1986           | weitere Bilder |
| Solequelle Brunnen, Deiche |              | Moriez                  | Beaumenière (Lage)                 | PA04000016    | Inscrit        | 1993           |                |
| Haus und Saline Morel |              | Saint-Pierre            | Île aux Marins (Lage)              | PA97500005    | Classé         | 2011           |                |
| Ehemalige Königliche Salinen von Salins-les-Bains Gedeckter Gang, Werkstatt, Brunnen, Umfassungsmauer, archäologische Stätte, Tor                                     |              | Salins-les-Bains        | Place des Salines (Lage)           | PA00102032    | Classé         | 2009           | weitere Bilder |
| Solequelle Brunnen, Deiche |              | Tartonne                | La Salaou (Lage)                   | PA04000021    | Inscrit        | 1993           |                |